# Firewall (filme)
Firewall (bra: Firewall - Segurança em Risco; prt: Firewall) é um filme áustralo-estadunidense de 2006 dirigido por Richard Loncraine.

## Sinopse
Jack Stanfield é um especialista em segurança de rede de computadores. Sua mulher e filhos são seqüestrados por criminosos em sua própria casa para que ele desvie milhões de dólares do Bank Landrock Pacific para a conta de um estelionatário no exterior.

## Elenco
- Harrison Ford como Jack Stanfield, chefe de segurança do Landrock Pacific Bank
- Virginia Madsen como Beth Stanfield, esposa de jack
- Jimmy Bennett como Andy Stanfield, filho de Jack e Beth
- Carly Schroeder como Sarah Stanfield, filha de Jack e Beth
- Mary Lynn Rajskub como Janet Stone, secretária de Jack
- Robert Patrick como Gary Mitchell, colega de Jack
- Robert Forster como Harry Romano, colega de Jack que o apresenta a Bill Cox
- Alan Arkin como Arlin Forester, empregador de Jack e Harry
- Paul Bettany como Bill Cox, um empresário que mantém Jack e sua família como reféns e força Jack a transferir US$ 100 milhões do banco em que trabalha para suas contas no exterior.
- Vincent Gale como Willy, um dos capangas de Cox
- Kett Turton como Vel, um dos capangas de Cox que tem compaixão pela família de Jack
- Nikolaj Coster-Waldau como Liam, um dos capangas de Cox
- Vince Vieluf como Pim, o capanga mais sádico de Cox
- Matthew Currie Holmes como Bobby, funcionário do Landrock Pacific Bank
- Beverley Breuer como Sandra
- Ty Olsson como policial de trânsito do aeroporto

## Recepção

### Bilheteria
Firewall foi lançado nos cinemas em 10 de fevereiro de 2006 em 2.840 salas, arrecadando US$ 13.635.463 em seu fim de semana de lançamento, ficando em quarto lugar nas bilheterias domésticas. O filme terminou quatorze semanas depois, em 18 de maio de 2006, tendo arrecadado US$ 48.751.189 nos Estados Unidos e Canadá, e US$ 34 milhões internacionalmente para um total mundial de US$ 82.751.189. O filme foi lançado no Reino Unido em 31 de março de 2006 e estreou em sétimo lugar.

### Resposta da critica
O filme recebeu críticas amplamente negativas dos críticos. No site agregador de resenhas Rotten Tomatoes, o filme tem uma avaliação de 18% com base em 159 resenhas, com nota média de 4,6/10. O consenso do site afirma: “O desempenho mecânico de Harrison Ford traz pouco a este filme de assalto techno sem inspiração, cujo enredo estereotipado é confuso com reviravoltas tediosas e improváveis.” O Metacritic relata uma classificação de 45 de 100 com base em 38 críticos, indicando “críticas mistas ou médias”. O público consultado pelo CinemaScore deu ao filme uma nota média de “B+” em uma escala de A+ a F.

### Prêmios
| Prêmio             | Ano  | Categoria                                                              | Resultado | Elenco/Equipe                   |
| ------------------ | ---- | ---------------------------------------------------------------------- | --------- | ------------------------------- |
| World Stunt Awards | 2007 | Melhor Luta                                                            | Indicado  | - Jason Calder - Mike Carpenter |
| Young Artist Award | 2007 | Melhor Performance em Longa-Metragem - Jovem Ator de Dez Anos ou Menos | Indicado  | Jimmy Bennett                   |